# أسيل عطار
أسيل عطار هي سيدة أعمال عراقية.

## الحياة المهنية
ولدت أسيل عطار في بغداد بالعراق من أصول إيرانية وهندية، تخرجت بعدها من الجامعة الأمريكية في لندن بشهادة في التصميم المعماري.
عملت أسيل في مجال الموضة، لها خبرة واسعة في هذا المجال في نيويورك ولندن وأوروبا حيث ركزت على إدارة المواهب وبناء العلامات التجارية وإعادة هيكلة الأعمال والتطوير والتوسّع. عملت أسيل كرئيسة تنفيذية لشركة ماجد الفطيم للأزياء بين عامي 2009 و2013، وشركة Lead Associates بين عامي 2013 و2017، وشركة اليسرة فاشن بين 2017 و2019، وفي فبراير 2019، عينت أسيل كرئيسة تنفيذية لشركة مجوهرات داماس.
تحدثت أسيل في العديد من المؤتمرات في المنطقة، منها منتدى سيدات الأعمال العربيات، وجوائز القيادات الآسيوية، ومؤتمر المرأة في القيادة، ومنتدى الرفاهية معرض سيتي سكيب غلوبال وقمة CSR 2013، واستضافة غوغل غريند دبي ومؤخراً كانت متحدثة في المنتدى الاقتصادي الإسلامي العالمي وبرنامجه التأسيسي Mocafest وغيرها خلال السنوات الخمس الأخيرة من فترة تواجدها في المنطقة. كما طلب منها المشاركة في المجلس الاستشاري لمؤتمر البيع بالتجزئة في آسيا والتجارة المستقبلية.

## الجوائز والتكريمات
اختارت مجلة أريبيان بزنس أسيل العطار نفسها كواحدة من أقوى 100 امرأة عربية عام 2012. وحصلت على المرتبة 55 في تصنيف «فوربس الشرق الأوسط» في تصنيف أقوى النساء العربيات في العالم.